# Acacia lozanoi
Acacia lozanoi är en ärtväxtart som först beskrevs av Nathaniel Lord Britton och Joseph Nelson Rose, och fick sitt nu gällande namn av Maria de Lourdes Rico. Acacia lozanoi ingår i släktet akacior, och familjen ärtväxter. Inga underarter finns listade i Catalogue of Life.